# Innocenzo Donina
Innocenzo Donina (Cogno, 16 luglio 1950 – Bergamo, 19 marzo 2020) è stato un calciatore italiano, di ruolo centrocampista.

## Carriera

### Giocatore
Dopo essere cresciuto tra le file dell'Atalanta, con cui si aggiudicò l'edizione 1969 del Torneo di Viareggio, nella stagione 1969-1970 venne mandato in prestito alla Cremonese. Ritornò a Bergamo l'anno successivo, dove con 10 presenze partecipò alla promozione in Serie A, ma non riuscì ad imporsi a causa di un grave infortunio.
Ritornò a Cremona, da cui passò alla Reggiana, con cui disputò quattro campionati di Serie B dal 1972 al 1976, fino alla retrocessione in Serie C.
Nel 1976 passò al L.R. Vicenza, con cui conquistò  da titolare (36 presenze ed una rete) la promozione in A, sua seconda personale. A fine stagione lasciò i berici, restando fra i cadetti con la maglia del Bari.
Nel 1979 tornò alla Cremonese in Serie C1. Terminò la carriera in società di categorie minori della Lombardia.
In carriera totalizzò complessivamente 209 presenze ed 8 reti in Serie B.

## Dopo il ritiro
Appese le scarpe al chiodo intraprese l'attività di collaboratore del settore giovanile, approdando all'AlbinoLeffe al termine degli anni '90. A partire dal luglio 2010 fu in forza all'Atalanta con la medesima mansione.
La sua morte improvvisa nel marzo del 2020 fu causata dal virus Covid 19, come riportato dalla stampa di Bergamo e Cremona e dalla Gazzetta dello Sport.

## Palmarès

### Club

#### Competizioni giovanili
- Torneo di Viareggio: 1

Atalanta: 1969

#### Competizioni nazionali
- Campionato italiano di Serie B: 1

L.R. Vicenza: 1976-1977
- Serie C2: 1

Virescit Boccaleone: 1984-1985